# Les trois potards
Les trois potards è un cortometraggio del 1919 diretto da Lucien Nonguet.

## Trama
Eusèbe, Gaëtan et Timoléon, sono i tre studenti di facoltà della farmacia di Bergamotte. Il giovane impiegato Bébert, completa il trio. M.lle Églantine, prende a cuore i tre studenti, tanto che inizia la gelosia e decidono così di combattere a duello. Gaëtan si improvvisa arbitro, decidendo che il duello si terrà con l'aiuto di due pillole, una delle quali sarà avvelenata. Ma entrambe le pillole sono avvelenate, portando i nostri due combattenti in un sonno molto profondo. Gaëtan, nel frattempo, salva Églantine dall'annegamento e la sposa. Eusèbe e Timoléon, una volta ritornati in sé, non gli rimane altro che andare al matrimonio di Gaëtan.